# Jesús Álvarez Cervantes
Jesús María Álvarez Cervantes (Madrid, 22 de febrero de 1958) es un periodista y presentador de televisión español.

## Biografía
Hijo del también periodista Jesús Álvarez García y de la locutora de radio Beatriz Cervantes Ruescas, cursa sus estudios en el Colegio San Agustín de Madrid (1962-1975) e inicia su actividad profesional en 1975 en La Voz de Madrid al tiempo que iniciaba sus estudios universitarios de Periodismo, carrera en la que se licenció por la Facultad de Ciencias de la Información (Universidad Complutense de Madrid) (1975-1980). Posteriormente pasó a trabajar en Radio Exterior, en el Área de Deportes, donde forma parte del equipo de redacción de Radiogaceta de los deportes, siendo también director y presentador de la edición de los sábados y comentarista de partidos de la Liga de fútbol de Primera División, Selección española de fútbol y de la Copa de Europea de Clubes.
El 16 de mayo de 1976 debuta ante las cámaras de Televisión Española en el espacio informativo semanal Siete días dirigido por Joaquín Soler Serrano, programa en el que se mantiene hasta 1979.
En 1979 pasa a presentar el bloque de deportes en el informativo de La 2 de Televisión Española. Ese mismo año es enviado especial a los juegos de la Espartaquiada Moscú. Entre 1980 y 1982 es comentarista de RNE en Tablero deportivo: El partido de la jornada de la Liga española de fútbol. 
Desde 1982 deja la radio para centrarse en la televisión. Entre 1981 y 1982 y posteriormente entre 1989 y 2018 (con un breve paréntesis de ocho meses en 2013), presenta el bloque de deportes en los Telediarios. Desde 1981 a 1982, de septiembre de 1996 a julio de 2004 y desde el 5 de octubre de 2005 al 7 de enero de 2013, presenta el bloque de deportes del Telediario 1.ª edición y del Telediario 2.ª edición desde septiembre de 2004 al 4 de octubre de 2005 y entre el 2 de septiembre de 2013 y el 20 de julio de 2018. 
Ha cubierto grandes eventos deportivos como Mundiales de Fútbol, Juegos Olímpicos de Invierno, Juegos Olímpicos de Verano, Eurocopas de Fútbol, Campeonatos de Fórmula 1 y Campeonatos mundiales de Rallyes. También ha conducido programas como Estudio estadio (1981-1986), Estadio 2, Cerca de las estrellas (1989) o Todo motor (1989).
En 2003 hace una breve aparición en el Campeonato de España de Rally de Tierra con un Fiat Punto HGT, clasificándose vigésimo primero en el Rally de Tierra de Madrid. Y en 2007 es concursante de la quinta edición de ¡Mira quién baila!  en TVE.
Desde 2012 a 2014 es director de Deportes de Televisión Española y posteriormente pasa a ser durante unos meses, director de Coordinación de Eventos Deportivos de Televisión Española.
En julio de 2018 y con el nombramiento de Rosa María Mateo como nueva administradora provisional única de RTVE, deja de presentar el bloque de deportes del Telediario, función en la que llevaba casi 30 años consecutivos. Entre septiembre y diciembre de 2018 presenta el bloque de deportes en Más desayunos y desde enero a marzo de 2019 en Los desayunos de TVE, con Xabier Fortes en La 1.
Desde el 1 de abril de 2019 al 31 de enero de 2020 es subdirector del Área de Deportes de los Informativos de Televisión Española y desde febrero a mayo de 2020 es redactor de dicha área. 
Entre mayo de 2020 y febrero de 2023 presenta Álvarez café en Teledeporte, programa en el cual entrevista a grandes figuras del deporte.
Ha sido miembro durante ocho años de la junta directiva de la Asociación de la Prensa de Madrid y miembro del jurado de los premios Laureus del Deporte. Es además, director del Máster de Deportes en el Centro Universitario Villanueva desde 2005 y profesor de Periodismo y Comunicación Audiovisual en la Universidad Francisco de Vitoria desde septiembre de 2006.
Tras la aprobación del 3.ᵉʳ Convenio colectivo de RTVE en diciembre de 2020, en el cual los empleados de 65 años de edad son obligados a abandonar la empresa, el 10 de febrero de 2023, Jesús Álvarez salió de RTVE tras 48 años.
El 26 de marzo de 2023 participa en el programa del 50.⁰ aniversario de Estudio estadio, en el cual estuvieron gran parte de los presentadores que han conducido el programa.
En enero de 2024 intervino en Bailando con las estrellas en Telecinco, tras ser concursante de ¡Mira quién baila! en TVE en 2007.

## Vida personal
- En septiembre de 1974, tras el fallecimiento de su madre Beatriz Cervantes en accidente de automóvil, su hermana Bárbara y él, son tutelados hasta su mayoría de edad por Matías Prats Cañete, amigo personal de su padre Jesús Álvarez.[25][26]
- Está casado con Margarita Revilla Sánchez (65 años) desde el 10 de mayo de 1984[27] (hija del empresario de embutidos Emiliano Revilla, secuestrado por ETA —entre el 24 de febrero y el 30 de octubre de 1988. Durante ese periodo de tiempo, Jesús estuvo fuera de RTVE tras pedir una excedencia[21]—) y tienen tres hijos; Jesús (29 años), Rafael (27 años) y Alejandro (27 años).